# Mysticoncha harrisonae
Mysticoncha harrisonae es una especie de molusco gasterópodo de la familia Velutinidae.

## Distribución geográfica
Sólo se encuentra por las cercanías de la Isla Sur e Isla  Stewart de Nueva Zelanda.